# 동일건설
동일(株式會社 東日, DONG IL Co., Ltd.)은 대한민국의 건설 회사다.
모태는 1981년 설립된 '성우개발'이다. 동일건설이 지은 아파트 이름은 '동일스위트'라는 이름을 사용하고 있다.
1981년 주식회사 성우개발로 설립했다. 1983년에 주택건설 사업자 등록을 했고 계열사로 1991년에 (주)동일종합건설, 2006년에는 (주)동일스위트를 설립했다.

## 회사 연혁
- 1981년 3월 13일 : 성우개발㈜로 설립
- 1983년 3월 13일 : 상호명을 성우개발에서 동일주택로 변경.
- 2002년 4월 20일 : 사옥이전
- 2008년 12월 1일 : 상호명을 동일주택에서 동일건설㈜로 변경.